# Corrèze (Corrèze)
 Corrèze (en occitano Corresa) es una comuna y población de Francia, en la región de Lemosín, departamento de Corrèze, en el distrito de Tulle. Es la cabecera y mayor población del cantón de su nombre.
Su población en el censo de 2008 era de 1175 habitantes.
Está integrada en la Communauté de communes Tulle et Coeur de Corrèze .

## Demografía
| 1550 | 1576 | 1528 | 1340 | 1145 | 1148 | 1175 |
| Para los censos de 1962 a 1999 la población legal corresponde a la población sin duplicidades (Fuente: INSEE [Consultar]) |      |      |      |      |      |      |